# Філіп Морріс Файненс Ес Ей
"Філіп Морріс Файненс Ес Ей" (англ. Philip Morris Finance SA) — компанія під колишніми назвами «Altria Finance Europe AG» (переклад: Philip Morris Finance Ltd) та «Philip Morris Finance Europe AG». Займається управлінням ліквідністю групи Philip Morris International, придбанням та проведенням акцій; випуском цінних паперів, кредити, облігації та інші боргові зобов'язання; послуги в області торгівлі і фінансів, а також інвестиції.